# Jean Teillet
 (mai 2009).
Si vous disposez d'ouvrages ou d'articles de référence ou si vous connaissez des sites web de qualité traitant du thème abordé ici, merci de compléter l'article en donnant les références utiles à sa vérifiabilité et en les liant à la section « Notes et références ».
Pour les articles homonymes, voir Teillet (homonymie).
Compléments
http://pontoizeaufred.free.fr/site/TEILLET.html
Jean Octave Arthur Teillet, né le 6 novembre 1866 à 17 heures au domicile de ses parents, rue de la Douve à Sainte-Hermine (Vendée), mort le 17 mars 1977 à son domicile, à la maison de retraite Corentin Celton à Issy-les-Moulineaux, est un supercentenaire français décédé à l'âge de 110 ans et 131 jours. Il aurait été l'homme le plus âgé de la planète jusqu'à son décès (le cas du Japonais Shigechiyo Izumi demeurant douteux). Il est inhumé au cimetière de Clamart (Hauts-de-Seine).
Son père Marie Joseph Teillet, âgé de 39 ans à la naissance de son fils, exerçait la profession de journalier ; sa mère née Victoire Gousseau était âgée de 40 ans et déclarait être sans profession.
Au décès de son père, en 1900 à Sainte-Hermine (Vendée), il est déclarant et vit alors au no 43 rue de Seine à Paris 6e, il exerce la profession de coiffeur.
Il est interviewé en 1973, on peut voir cet interview sur le site de l'INA : https://www.ina.fr/contenus-editoriaux/articles-editoriaux/1973-le-doyen-des-francais-prend-la-vie-du-bon-cote/